# Marcos Pavan
Mons. Marcos Isola Pavan (San Paolo del Brasile, 23 ottobre 1962) è un direttore di coro brasiliano, direttore della Cappella Musicale Pontificia "Sistina".

## Biografia

### Formazione e ministero sacerdotale
Sacerdote cattolico, è membro del Capitolo della Basilica di San Pietro in Vaticano.
Nel 1985 consegue la laurea in Giurisprudenza presso l'Università di San Paolo con relativa iscrizione all'Ordine degli Avvocati del Brasile.
Ordinato presbitero per la diocesi di Campo Limpo il 29 giugno 1996, viene inviato a Roma per gli studi di Filosofia presso il Centro di Studi Superiori dei Legionari di Cristo e di Teologia e Diritto Canonico presso la Pontificia Università San Tommaso d'Aquino.

### Formazione musicale
Ha compiuto i suoi studi musicali a San Paolo del Brasile, specializzandosi in Tecnica vocale con Leila Farah a San Paolo e con Franco Iglesias a New York, in Canto gregoriano con Eleanor Dewey a San Paolo (Brasile) e con Eugène Cardine presso l'Abbazia di Solesmes.
Ha conseguito il Fellowship Diploma in Direzione Corale presso il National College of Music and Arts di Londra.
Vincitore di diversi concorsi nazionali ed internazionali, ha svolto carriera lirica nei principali teatri brasiliani, avendo al suo attivo registrazioni radiofoniche e televisive.
È stato altresì membro del Coro do Estado de S. Paulo e del Coro Lírico do Theatro Municipal de São Paulo e direttore del Coro del Conservatório Musical Brooklin Paulista e del Coro gregoriano S. Gregorio Magno.
Dopo il suo trasferimento in Italia nel 1991, ha continuato la sua attività artistica partecipando a produzioni liriche e di musica sacra che sono state registrate dalla Rai e dalle case discografiche Sony, San Paolo Multimedia, Bongiovanni e Paulus.
Come cantante ha tenuto concerti in Brasile, Italia e Germania e ha al suo attivo varie registrazioni nel campo della musica sacra.

### Maestro dei Pueri della Cappella Musicale Pontificia "Sistina"
Nel 1998 il Maestro Direttore della Cappella Musicale Pontificia "Sistina", mons. Giuseppe Liberto, lo ha chiamato ad assumere l'incarico di Maestro dei Pueri Cantores della Cappella Musicale Pontificia. Come Maestro dei Pueri Cantores ha realizzato una intensa e proficua attività concertistica, proponendo un variegato repertorio musicale che è stato in diverse occasioni registrato dalla Rai, Sat2000 e dalle case discografiche San Paolo Multimedia, Sony e Deutsche Grammophon.
Nel 2005 ha ricevuto dal Santo Padre Benedetto XVI il titolo di Monsignore nel grado di Cappellano di Sua Santità.
Con bolla del 22 dicembre 2015 Sua Santità papa Francesco lo ha nominato Coadiutore del Capitolo della Basilica di San Pietro in Vaticano; la presa di possesso è avvenuta il 21 febbraio 2016.
Dal 2013 al 2019 è stato Direttore del Coro Guida "Mater Ecclesiae" nelle liturgie papali.
Oltre a ricoprire l'incarico di Magister Puerorum della Cappella Musicale Pontificia "Sistina", Mons. Pavan diresse un coro composto dai ragazzi usciti dalla Cappella Musicale Pontificia, il Coro degli ex-ragazzi cantori della Cappella Musicale Pontificia "Sistina" che svolgeva la sua attività all’interno della sede della Cappella Musicale Pontificia “Sistina”.

### Maestro Direttore della Cappella Musicale "Sistina"
Nel 2019 diviene Maestro Direttore della Cappella Musicale Sistina ad interim, a seguito delle dimissioni di mons. Massimo Palombella, fino al 22 novembre 2020, quando viene nominato direttore.